# Accord sur le sauvetage des astronautes
- État ayant ratifié
- État ayant signé, mais n'ayant pas ratifié

L'Accord sur le sauvetage des astronautes, de son nom complet l'Accord sur le sauvetage des astronautes, le retour des astronautes et la restitution des objets lancés dans l'espace extra atmosphérique, aussi appelé plus simplement Accord sur le sauvetage, est un traité international définissant les droits et obligations des États concernant le sauvetage des personnes dans l'espace.
L'Accord a été adopté par un vote par consensus du 19 décembre 1967 à l'Assemblée générale des Nations Unies (Résolution 2345 (XXII)). Il est entré en vigueur le 3 décembre 1968. Ses stipulations développent la clause de sauvetage de l’article V du Traité sur l’espace de 1967. Bien qu’il contienne plus de précisions et de détails que l’article V du Traité sur l’espace, l’Accord sur le sauvetage des astronautes souffre toujours d’une rédaction vague et de la possibilité d’interprétations différentes.

## Histoire
Dès l’adoption de la résolution 1962 (XVIII) par l’Assemblée générale des Nations Unies, le 13 décembre 1963, relative à la Déclaration des principes juridiques régissant les activités des États en matière d’exploration et d’exploitation de l’espace extra-atmosphérique, la question de la récupérations de objets spatiaux et le sauvetage des astronaute, « envoyés de l'humanité dans l'espace extra-atmosphérique » est évoqué. Le Traité sur l'espace de 1967 prévoyait déjà à son article V une obligation de sauvetage des astronautes sur le territoire des États parties et à son article VIII une obligation de restitution des objets spatiaux. Le texte de l'Accord a été largement conçu par les deux grandes superpuissances spatiales de l'époque, l'Union soviétique et les États-Unis, qui ont saisi le sous-comité juridique du Comité des utilisations pacifiques de l'espace extra-atmosphérique (dit « Comité de l'espace ») de la première commission de l'Assemblée générale le 14 décembre 1968. Le texte a été présenté le 19 décembre à l'Assemblée et adopté le jour même par consensus, sans renvoi en commission.
L’Assemblée générale des Nations Unies a adopté le texte de l’Accord de sauvetage le 19 décembre 1967 par la résolution 2345 (XXII). L’Accord a été ouvert à la signature le 22 avril 1968 et est entré en vigueur le 3 décembre 1968. Au 1er janvier 2024, 100 États ont ratifié l'Accord de sauvetage, 23 l'ont signé et ne l'ont pas encore ratifié et trois organisations intergouvernementales (l'Agence spatiale européenne, l'Organisation internationale des télécommunications spatiales Interspoutnik et l'Organisation européenne pour l'exploitation de satellites météorologiques) ont déclaré accepter les droits et obligations conférés par l'Accord.

## Principales stipulations

### Sauvetage des équipages
L'Accord prévoit en premier lieu une obligation d'information. Tout État partie qui apprend ou constate que l'équipage d'un engin spatial a été victime d'un accident, ou se trouve en détresse, ou a fait un atterrissage forcé ou involontaire sur un territoire relevant de sa juridiction ou un amerrissage forcé en haute mer, ou a atterri en tout autre lieu qui ne relève pas de la juridiction d'un État, doit en informer aussitôt l'autorité qui a procédé au lancement dudit engin ainsi que le Secrétaire général des Nations Unies. Ce dernier doit immédiatement diffuser l'information. L'État partie qui a appris ou constaté doit également procéder à cette diffusion lorsqu'il ne parvient pas à identifier l'autorité de lancement ou à entrer en communication avec elle.
En deuxième lieu, en sus de cette obligation d'information, l'Accord instaure une obligation de sauvetage, qui se décline différemment pour deux situations. D'une part, les parties sont tenues d'aider et de se porter au secours des équipages se retrouvant sur leur territoire respectif suite à un accident, à une situation de détresse ou à un atterrissage forcé ou involontaire. Elles tiennent informé le Secrétaire général des Nations Unies et l'autorité de lancement et coopèrent avec cette dernière de manière « étroite et continue ».
D'autre part, elles doivent également participer aux opérations lorsqu'un équipage a amerri en haute-mer ou a atterri sur un territoire qui ne relève de la juridiction d'aucun État, y-compris celles de recherche et de sauvetage si cela est nécessaire, afin d'assurer un « prompt sauvetage ».
En troisième lieu, l'Accord crée une obligation de rapatriement de l'équipage dans toutes les situations qu'il envisage. L'État partie doit remettre ce dernier aux représentants de l'autorité de lancement dans des conditions satisfaisantes de sécurité.

### Récupération des objets spatiaux
L'Accord concerne également les objets spatiaux ou les éléments qui les composent.
De même que pour les équipages, les États parties doivent informer l'autorité de lancement et le Secrétaire général des Nations Unies lorsqu'ils constatent ou apprennent que des objets spatiaux ou des éléments constitutifs retombent sur Terre, même en dehors de leurs frontières.
Sur demande de l'autorité de lancement, un État partie doit entreprendre toutes les mesures qu'il estime possible pour récupérer les objets et leurs éléments constitutifs retombés ou trouvés sur son territoire. L'autorité de lancement doit apporter son aide si elle est sollicitée.
En outre, les États parties sont tenus de remettre les objets ou les éléments constitutifs lancés par une autorité de lancement, sur demande de cette dernière, lorsqu'ils les trouvent hors du territoire de ladite autorité.
L'Accord prévoit enfin que l'autorité de lancement et l'État partie qui a trouvé l'objet coopèrent en cas de danger lié à l'objet.

## Principaux changements depuis le Traité sur l'espace

### Personnes ayant droit à être secourues
Le Traité sur l’espace de 1967 stipule simplement que les astronautes doivent bénéficier de toute l’assistance possible de la part des États parties au Traité. Le Traité sur l’espace extra-atmosphérique ne fournit pas de définition du terme « astronaute » et, par conséquent, il n’est pas clair si cette clause s’applique, par exemple, à un touriste spatial – une personne qui n’a manifestement pas reçu la formation d’un astronaute traditionnel.
L'Accord de sauvetage apporte une certaine clarté à la question en faisant référence au « personnel d'un vaisseau spatial » plutôt qu'aux « astronautes ». Cependant, cette phrase laisse à nouveau dans l’incertitude quant à savoir si une personne se contentant de faire le voyage – comme un touriste sur un vol Virgin Galactic – serait considérée comme faisant partie du « personnel d’un vaisseau spatial ».

### Indemnisation pour la récupération d'un objet spatial
L'Accord stipule que l'autorité de lancement supporte seule les coût des opérations de récupération des objets qu'elle a lancé.

### Champ d'application territorial
Contrairement à l'article V du Traité sur l'espace concernant le sauvetage des équipage, l'Accord ne limite pas son application aux territoire des États parties et la haute mer.

## Sauvetage dans l'espace
À l’époque où le Traité a été rédigé, la perspective de sauver des voyageurs dans l’espace était peu probable, en raison des capacités de lancement limitées même des programmes spatiaux les plus avancés, mais elle est depuis devenue plus plausible. Par exemple, Mir et plus tard la Station spatiale internationale ont chacune conservé un vaisseau spatial russe Soyouz amarré pour servir de mécanisme d'évacuation en cas d'urgence en orbite. Dans certains scénarios, ce vaisseau pourrait également être en mesure d'aider à un sauvetage.
Un changement significatif d'attitude envers les sauvetages en orbite est survenu à la suite de la catastrophe de la navette spatiale Columbia, après laquelle la NASA a pris des mesures pour préparer les missions STS-3xx ou Launch on Need afin de prévoir des sauvetages dans certains scénarios. Cependant, cette capacité n’a jamais été exercée pendant le reste du programme de la navette spatiale.

## Critique
L'Accord de sauvetage a été critiqué pour son caractère vague, notamment en ce qui concerne la définition de qui a le droit d'être secouru et la définition de ce qui constitue un engin spatial et ses composants.
Le coût d’une mission de sauvetage n’est pas non plus abordé dans l’Accord, seul le financement de la récupération des objets et leurs éléments constitutif est évoqué. Toutefois, cette dernière stipulation ne précise pas si le paiement du coût des opérations de récupération doit précéder la restitution et s'il est dû en cas de récupération et de restitution ou seulement en cas de seule récupération.
Enfin, l'Accord ne vise pas les opération de coopérations dans l'espace extra-atmosphérique ni une obligation d'information quant aux phénomènes spatiaux potentiellement dangereux pour les équipages et les objets spatiaux.